# Oskar Potiorek
Oskar Potiorek (n. 20 noiembrie 1853 - d. 17 decembrie 1933) a fost un ofițer în Armata Austro-Ungară care a servit ca și guvernator al Bosniei și Herțegovinei din 1911 până în 1914. A fost pasager în mașina în care se aflau arhiducele Franz Ferdinand și soția sa, Sofia, în ziua în care au fost asasinați în Sarajevo pe 28 iunie 1914. În Primul Război Mondial ce a urmat, Potiorek a comandat forțele austro-ungare în Campania din Serbia din 1914.

## Tinerețea
Născut în Bad Bleiberg, Carintia, Potiorek a studiat la institutul militar imperial și regal de tehnologie și la academia Kriegsschule din Viena. S-a alăturat personalului general în 1879 și a fost numit șef adjunct de Împăratul Franz Joseph în 1902. Totuși, împăratul i-a ignorat ambițiile când, în 1906, a aplicat pentru postul de șef al statului major contra lui Franz Conrad von Hötzendorf la recomandarea moștenitorului și comandantului-șef adjunct Franz Ferdinand. Potiorek a devenit Comandant General la Graz în grad de general de artilerie. Servind ca inspector general în Sarajevo din 1910, a fost numit guvernator (Landeschef) în anul următor, deținând atât funcție civilă cât și militară.
În 1913 Potiorek i-a invitat pe arhiducele Franz Ferdinand și pe soția acestuia, Sofia, să urmărescă manevrele trupelor sale programate pentru 26 și 27 iunie 1914. Atentatul la viața guvernatorului precedent, Marijan Varešanin, din 1910 și zvonurile privind viitoare atentate (transmise de prim-ministrul sârb Nikola Pašić) nu l-au împiedicat pe arhiduce să facă o apariție publică în Sarajevo, apărat de Potiorek care era îngrijorat de propriul prestigiu.

## Asasinarea lui Franz Ferdinand
Pe 28 iunie cuplul regal a sosit în Sarajevo cu trenul de la Ilidža și au mers la baza militară Philipovic unde Franz Ferdinand a făcut o scurtă verificare a trupelor. Potiorek aștepta să ducă delegația regală la primărie (astăzi Biblioteca Națională și Universitară a Bosniei și Herțegovinei) pentru recepția oficială. Franz Ferdinand, soția sa și alți câțiva oficiali s-au urcat într-o mașină cu șase locuri care a mers de-a lungul râului Miljacka fără alte măsuri de securitate. Potiorek se afla în a treia mașină, o mașină decapotabilă cu șase locuri condusă de Leopold Lojka în care se mai aflau proprietarul mașinii, Contele Harrach, și cuplul regal. La ora 10:10, când vehiculele au trecut prin clădirea centrală a poliției, asasinul Nedeljko Čabrinović a aruncat o grenadă spre mașina arhiducelui. Lojka a accelerat când a văzut obiectul zburând spre mașină, grenada a sărit de pe capotă și a explodat sub roata mașinii din spate, rănind doi pasageri și câțiva spectatori.
Furios, Franz Ferdinand, după a participat la recepția oficială de la primărie, a cerut să viziteze pasagerii mașinii care au fost răniți de grenadă. Un membru al personalului arhiducelui, Andreas von Morsey, conform propriilor relatări, a considerat acest lucru ca fiind periculos, dar Potiorek a răspuns: „Crezi că Sarajevo este plin de asasini? Îmi voi asuma responsabilitatea.” Cu toate acestea, Potiorek a decis ca mașina regală să se îndrepte spre spital pe o rută alternativă. Totuși, a uitat să-l informeze pe șofer de acest lucru. În drum spre spital, Lojka a virat dreapta în fața Podului Latinilor, unde unul din conspiratori, Gavrilo Princip, aștepta. Asasinul și-a abandonat deja planurile, dar când a văzut mașina în fața sa a înaintat, și-a scos pistolul și, de la o distanță de patru sau cinci pași, a tras două focuri spre mașină. Franz Ferdinand a fost rănit în gât iar Sofia în abdomen. Nici Potiorek, nici contele Harrach, nici Leopold Lojka nu au fost răniți. Gavrilo Princip a declarat mai târziu că glontele care a ucis-o pe Sofia era destinat guvernatorului (Potiorek).

## După asasinarea lui Franz Ferdinand
După asasinare, Potiorek a organizat și stimulat revoltele antisârbe din Sarajevo. Potiorek a reînființat miliția auxiliară Schutzkorps pentru a implementa politica antisârbească. Schutzkorps, recrutați în special din rândul bosniecilor, au fost implicați în persecutarea etnicilor sârbi, în special din estul Bosniei. În jur de 5.500 de sârbi au fost arestați în Bosnia și Herțegovina. Între 700 și 2.200 au murit în închisoare iar 460 au fost executați. În jur de 5.200 de familii sârbești au fost exilate forțat din Bosnia și Herțegovina.
În ciuda responsabilității sale, Potiorek a rămas pe post. După ce asasinarea și criza din iulie au dus la declanșarea Primului Război Mondial, Potiorek a devenit comandantul tuturor forțelor austro-ungare din Balcani. Se crede că sentimentul său de "vinovăția supraviețuitorului" l-a determinat pe Potiorek să preia comanda armatei austro-ungare și să conducă misiunea de "pedepsire" a Serbiei. S-a spus că era foarte zelos în acțiunile sale (de multe ori spunând "am fost cruțat la Sarajevo ca să mor răzbunându-mă"), dar s-a dovedit a fi un comandant incompetent. Mica Armată Regală Sârbă a rămas neînvinsă în toate bătăliile și, după dezastrele militare de la Țer și Kolubara, soldate cu pierderi uriașe, a fost destituit din funcția de comandant pe 22 decembrie 1914 și înlocuit cu Arhiducele Eugen de Austria, o decizie care aparent l-a adus în pragul sinuciderii.
După ce a fost destituit, Potiorek s-a retras și a trăit izolat în Klagenfurt pentru restul vieții sale. A păstrat canapeaua pe care a fost așezat Franz Ferdinand după atentat și pe care a murit la scurt timp după aceea. Canapeaua se află astăzi la Muzeul de Istorie Militară din Viena.
Potiorek a decedat pe 17 decembrie 1933 după o serie de accidente vasculare cerebrale și a fost înmormântat în cimitirul Annabichl (un district al orașului Klagenfurt din 1938). În 1966, rămășițele sale au fost reînhumate la cimitirul Academiei Militare Tereziene din Wiener Neustadt.